# Émerson Luiz Firmino
Émerson Luiz Firmino (Campinas (Brazilië), 28 juli 1973) is een Braziliaans voormalig voetballer met tevens de Duitse nationaliteit die als aanvaller speelde.
Émerson is in Nederland vooral bekend van zijn tijd als spits bij MVV. Hij speelde het grootste deel van zijn loopbaan in Duitsland maar zwierf ook de hele wereld over. Hij woont met zijn vrouw en twee kinderen in Hohenwestedt, Duitsland en is na zijn spelersloopbaan werkzaam als personal fitnesstrainer.

## Clubs
- Jeugd: Campinas, São Paulo FC,
- 1991: FC Bellinzago (Italië)
- 1991/93: Hamburger SV
- 1993/94: Holstein Kiel
- 1994/95: CR Vasco da Gama (Brazilië)
- 1995/96: Bellmare Hiratsuka (Japan)
- 1996: Dnjepr Dnjepropetrovsk (Oekraïne)
- 1996/97: FC St. Pauli
- 1997: Grêmio Foot-Ball Porto Alegrense (Brazilië)
- 01-1998/01 MVV
- 2001/03: KFC Uerdingen 05
- 2003: Tianjin Teda (China)
- 2003: Qatar SC (Qatar)
- 2004/05: 1. FC Union Berlin
- 2005: America CF (Brazilië)
- 2005/06 Hapoel Petach Tikva (Israël)
- 2006/07: Real España (Honduras)
- 2007/01-11: MTSV Hohenwestedt
- 2011: SG Türk Spor/Itzehoer SV
- 2011/14: FC Itzehoe
- 2014/15: MTSV Hohenwestedt
- 2015/16: Türkspor Itzehoe
- 2016/17: SG Itzehoe
- 2017/19: SG SCI/Oelixdorf